# Yamaha FZ 400
La Yamaha FZ 400 è una motocicletta stradale sportiva prodotta dalla casa motociclistica giapponese Yamaha a partire dal 1997 fino al 1999.

## Descrizione
Il motore a 4 tempi, dalla cubatura di 399 cm³, era un quattro cilindri in linea raffreddato a liquido con doppio albero a camme (DOHC: Double Overhead Camshaft) a quattro valvole per cilindro, per un totale di 16. Ad alimentarla c'erano una batteria di quattro carburatori Mikuni. La potenza era di 53 CV a 11500 giri/min e la coppia di 37,3 N･m (3,8 kgf･m) a 9500 giri/min.
Dotata di un cambio a sei velocità, la moto utilizzava una frizione a dischi multipli in bagno d'olio. Il motore era alloggiato sul telaio a doppia in acciaio.
La sospensione anteriore utilizzata era una forcella telescopica regolabile, al posteriore invece montava un mono ammortizzatore anch'esso regolabile. Il sistema frenante era fornito dalla Brembo.
Nel 1997 Yamaha lanciò la moto in Giappone come sportiva di cilindrata media. Il corpo e la carrozzeria riprendevano lo stesso design dell'FZS 600 venduta in Europa. A dicembre venne sottoposta ad un richiamo per un difetto di progettazione all'impianto elettrico.
La caratteristica principale della moto era che sebbene fosse una naked a manubrio alto, venne dotata di serie di una semicarenatura e un cupolino. 
Il motivo per cui la FZ venne tolta dal listino dopo soli due anni era legato principalmente alla modifica del sistema delle patenti nipponiche oltre che dalle vendite al di sotto delle aspettative. Con il cambiamento normativo del sistema delle patenti nel 1996, si poteva a guidare una moto di grossa cilindrata più facilmente rispetto a prima.